# Лозішт
Лозішт (також було відоме як Гнатівка) — єврейське містечко, яке існувало на Західній Україні з 1838 року до 1942 року. Було розташоване за 30 кілометрів на північний схід від Луцька.
Засноване біля другого єврейського містечка Трохимбрід. Коли пізніше нацисти окупували Україну, вони створили в Трохимброді гетто, куди звезли євреїв з Лозішта а також сусідніх міст і сіл. Трохимбрідське гетто було ліквідовано самими нацистами в серпні та вересні 1943 року. Більшість євреїв Лозішту були вбиті. Сам Лозішт був повністю спалений і зараз на цьому місці залишився тільки ліс та поле.